# Mattie Larson
Mattie Larson (Los Angeles, 20 de maio de 1992) é uma ginasta americana que compete em provas de ginástica artística. 
Mattie conquistou duas medalhas de ouro, numa etapa de Copa do Mundo, realizada na cidade canadense de Montreal, em 2009.

## Carreira
Mattie nasceu em Los Angeles, Califórnia. Filha de Gairl e Eric Larson, ambos atores, Mattie demonstrou interesse na ginástica, ao ver sua irmã mais velha Willie, tendo aulas do esporte. Participando na categoria 5, no estadual, a ginasta conquistou o ouro no all around. Em 2001, aos nove anos foi ouro nas barras, trave, solo e no evento geral individual. No ano posterior, a ginasta conquistou o ouro em ambos os eventos.
Em 2003, no campeonato estadual Mattie foi ouro no individual geral, trave, barras e solo, e campeã estadual no estadual nível 8. No ano posterior, Mattie foi novamente campeã estadual no individual geral, no salto e solo. Ainda em 2004, em sua primeira competição nacional de grande porte, o Campeonato Nacional Olímpico Júnior, foi 38ª no all around. Em 2005, a ginasta conquistou todos os títulos regionais, estaduais e nacionais, em que disputou. Em 2006, a ginasta participou do U.S Classic, que serviria de classificação para os nacionais seniores, Mattie foi quinta no individual geral, classificando-se para o Campeonato Nacional Americano. Lesionada e impedida de participar do evento, a ginasta voltou a treinar em 2007, particiando do WOGA Classic, foi ouro no salto, e prata no concurso geral. No U.S Classic, foi bronze no salto, classificando-se para o Campeonato Visa, em San José. No evento, foi décima no evento geral, classificando-se para a equipe nacional americana.
Em seu primeiro campeonato internacional, Mattie participou dos Jogos Pan-americanos Júnior, na Guatemala, sendo medalhista de ouro por equipes, no individual geral e solo, e prata nas barras, atrás de sua compatriota Jordyn Wieber. Em 2008, participando do WOGA Classic, foi décima quinta no individual geral. Como próximo evento, o Gymnix Internacional, em Montreal, Mattie foi ouro por equipes, prata no individual geral, e bronze nas barras. Ainda em 2008, competindo no Campeonato Visa, a ginasta foi bronze no solo, sétima no geral, e oitava nas barras. Viajando para a Filadélfia, Mattie competiu no Pré-Olímpico, sendo sétima no geral, nona nas barras, oitava no salto e sexta no solo, sendo assim umas das doze ginastas selecionadas para o 2008 Olympic Training Squad, que escolheria as ginastas que disputariam as Olimpíadas.
Em 2009, a ginasta participou da etapa de Copa do Mundo em Montreal, sendo medalhista de ouro na trave e solo. No ano seguinte, competiu nos quatro aparelhos no U.S Covergirl Classic e encerrou medalhista de ouro. Classificada para a final do salto e do solo, conquistou a segunda melhor pontuação no solo, com a medalha de prata; no salto sobre a mesa, encerrou quarta colocada.

## Principais resultados
| Ano  | Evento                                    | AA               | Equipe           | Salto sobre o cavalo | Trave           | Barras assimétricas | Solo              |
| ---- | ----------------------------------------- | ---------------- | ---------------- | -------------------- | --------------- | ------------------- | ----------------- |
| 2008 | Gymnix Internacional                      | Medalha de prata | Medalha de ouro  |                      |                 | Medalha de bronze   |                   |
| 2008 | Campeonato Visa                           | 7º               |                  |                      |                 | 9º                  | Medalha de bronze |
| 2008 | Pré Olímpico                              | 7º               |                  | 9º                   | 11º             | 9º                  | 6º                |
| 2009 | Copa do Mundo - Montreal                  |                  |                  |                      | Medalha de ouro |                     | Medalha de ouro   |
| 2010 | U.S Covergirl Classic                     | Medalha de ouro  |                  | 4º                   |                 |                     | Medalha de prata  |
| 2010 | Campeonato Visa                           | Medalha de prata |                  |                      | 7º              | Medalha de bronze   | Medalha de ouro   |
| 2010 | Campeonato Mundial de Ginástica Artística |                  | Medalha de prata |                      |                 |                     |                   |